# Caparica e Trafaria
Caparica e Trafaria (oficialmente: União das Freguesias de Caparica e Trafaria) é uma freguesia portuguesa do município de Almada com 16,74 km² de área e 26 345 habitantes 
(censo de 2021). A sua densidade populacional é 1 573,8 hab./km².

## História
Foi constituída em 2013, no âmbito de uma reforma administrativa nacional, pela agregação das antigas freguesias de Caparica e Trafaria com sede em Caparica.

## Demografia
A população registada nos censos foi:
| Ano  | 0-14 Anos | 15-24 Anos | 25-64 Anos | > 65 Anos |
| 2001 | 4243      | 4070       | 13616      | 3344      |
| 2011 | 4265      | 3103       | 14304      | 4478      |
| 2021 | 4075      | 3109       | 13521      | 5640      |

À data da junção das freguesias, a população registada no censo anterior foi:
| Freguesia atual     | Freguesia atual  | Freguesia atual | Freguesias antigas | Freguesias antigas | Freguesias antigas |
| Freguesia           | População (2011) | Área (km²)      | Freguesia          | População (2011)   | Área (km²)         |
| ------------------- | ---------------- | --------------- | ------------------ | ------------------ | ------------------ |
| Caparica e Trafaria | 26 150           | 16,74           | Caparica           | 20 454             | 11,01              |
| Caparica e Trafaria | 26 150           | 16,74           | Trafaria           | 5696               | 5,73               |